# Урман (Татарстан)
 Урман  — поселок в Зеленодольском районе Татарстана. Входит в состав Кугеевского сельского поселения.

## География
Находится в западной части Татарстана на расстоянии приблизительно 36 км по прямой на юго-запад по прямой от районного центра города Зеленодольск в правобережной части района.

## История
Основан в 1970-х годах. Построен лесообрабатывающий цех Кугеевского лесничества.

## Население
Постоянных жителей было 85 в 1989 году. Постоянное население составляло 28 человека (чуваши 78 %) в 2002 году, 17 в 2010.